# Jake Brown (skateboard)
Pour les articles homonymes, voir Jake Brown et Brown.
Jake Brown, né le 6 septembre 1974 est un skateur professionnel.

## Anecdote
Jake Brown est connu pour avoir fait une chute de 15 mètres lors des X-Games, et pour y avoir exécuté sur le gap de la "méga-ramp" le tout premier ollie 720 sans grab, ce qui rend la figure extrêmement complexe de par sa rapidité de rotation et le fait que le skateur ayant les pieds détachés, doit toujours faire face à la réception avec le dessous de sa planche pour profiter de l'appui sur l'air et garder celle-ci collée à ses semelles.